# Aznar Sanches
Aznar Sanches, conde da Vascónia (Ducado de Vascónia) e de Jaca, filho de Sancho I Lopo de 820 a 836.
Ele é encarregado em 824, por Pepino I da Aquitânia de conduzir uma expedição com o conde Eble contra Pamplona em Navarra. Os habitantes apelaram aos muçulmanos, sem dúvida, os Banu Cassi de Tudela. Os dois condes caem na volta numa emboscada dos Bascos de Eneco Arista na Batalha de Roncesvales. Eble é enviado para Córdoba, enquanto Aznar, que está relacionado com o vencedor, é libertado. A derrota franca marca o fim da dominação carolíngia sobre Navarra e a criação de um reino de Pamplona independente.
Em 831, Aznar revolta-se contra Pepino I de Aquitânia e passa na Vascónia a sul dos Pirenéus. Pepino, ocupado pela guerra de sucessão, não reage. Aznar morreu em circunstâncias terríveis em 836. Ele é substituído por seu irmão Sancho.